# Lillestrøm (Kommune)
Lillestrømⓘ ist eine Kommune im norwegischen Fylke Akershus. Die Kommune wurde zum 1. Januar 2020 durch die Fusion von Skedsmo, Fet und Sørum gegründet. Lillestrøm hat 95.762 Einwohner (Stand: 1. Januar 2025) und gehört damit zu den Kommunen Norwegens mit den meisten Einwohnern. Verwaltungssitz ist die Stadt Lillestrøm. Die Kommune Lillestrøm liegt östlich von Oslo und ein Teil des Areals geht in den Tettsted Oslo, also in das Osloer Stadtgebiet, ein.

## Geografie

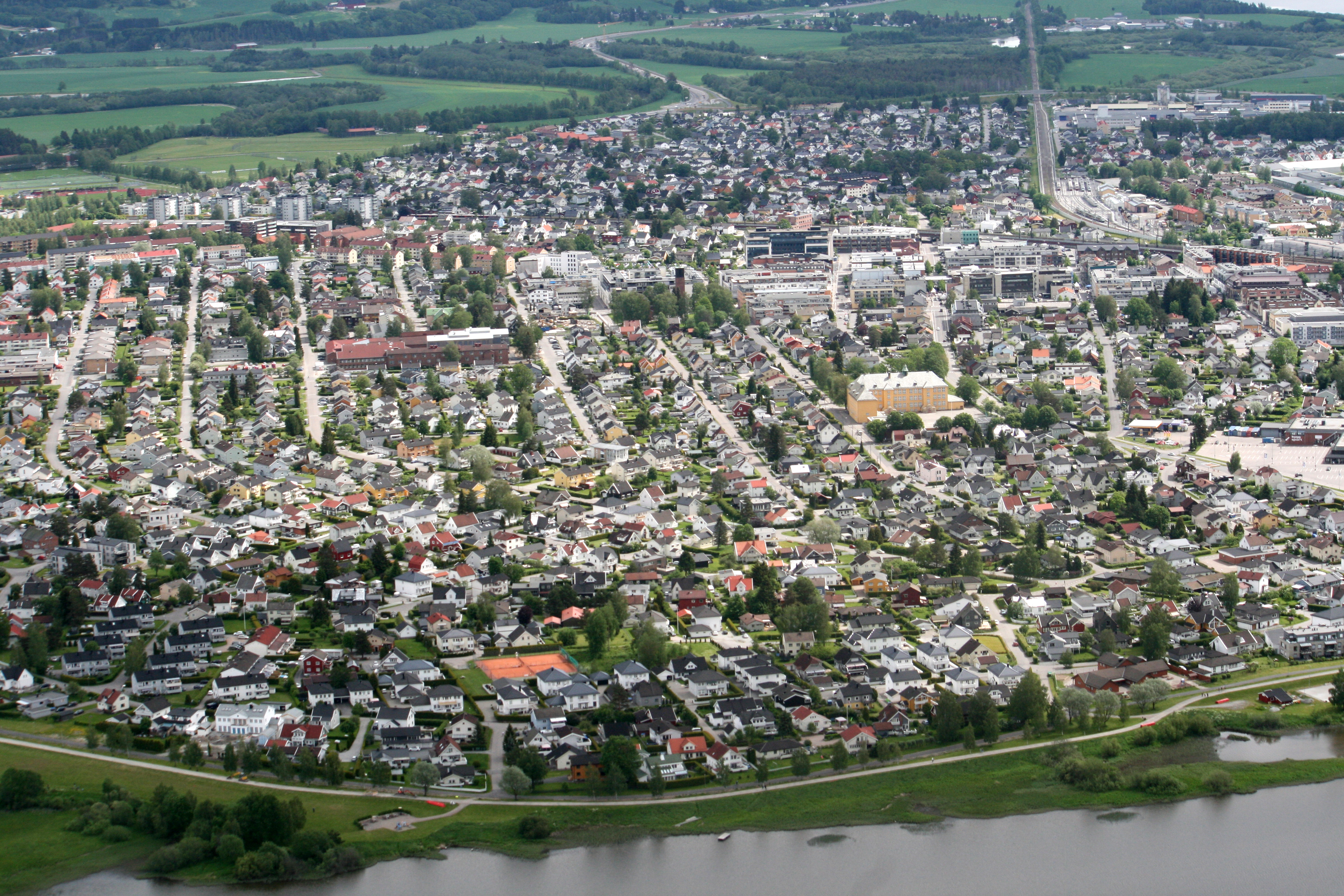
Luftbild von Lillestrøm

Die Kommune Lillestrøm liegt östlich von Oslo in Nedre Romerike, einem Teil der Landschaft Romerike. Lillestrøm grenzt an Gjerdrum und Ullensaker im Norden, Nes im Nordosten, Aurskog-Høland im Osten, Indre Østfold im Süden, Enebakk im Südwesten, Rælingen, Lørenskog und Oslo im Westen sowie Nittedal im Nordwesten. Da Oslo ein eigenständiges Fylke bildet, ist die Grenze zu Oslo zugleich die Grenze zwischen Oslo und Akershus. Die Südwestgrenze zu Enebakk verläuft vollständig im See Øyeren, die zu Rælingen ebenfalls zu einem großen Teil. In der zur Kommune Lillestrøm gehörenden Ortschaft Fetsund mündet die von Nordosten auf den Øyeren zufließende Glomma – Norwegens längster Fluss – in den See. Der Fluss durchfließt den Øyeren und verlässt ihn außerhalb der Gemeinde wieder. In der Gemeinde Lillestrøm münden zudem die Flüsse Leira und Nitelva in den Øyeren. Erstere mäandert in ihrem unteren Lauf stark. Im Mündungsbereich der drei Flüsse liegen die Stadt Lillestrøm sowie mehrere kleinere Inseln. Die Gesamtfläche der Kommune beträgt 456,6 km², wobei Binnengewässer zusammen 46,70 km² ausmachen.
Der Osten, Westen und Norden der Kommune setzt sich überwiegend aus bewaldeten Hügeln zusammen. Im zentraleren Gebiet um den Øyeren liegt das Terrain tiefer. Die Erhebung Bjørnholen stellt mit einer Höhe von 347,37 moh. den höchsten Punkt der Kommune Lillestrøm dar. Das Delta der drei Flüsse Leira, Nitelva und Glomma gilt als größtes Binnendelta Nordeuropas. Es steht als Teil des Nordre Øyeren naturreservat unter besonderem Schutz.
In Lillestrøm herrscht Kontinentalklima vor, was im Winter zu kalten Temperaturen führt.

## Einwohner
Die Einwohner der Kommune leben vor allem östlich der Kommune Oslo im Süden der Kommune Lillestrøm. Die Stadt Lillestrøm wird in das Stadtgebiet Oslos, also den Tettsted Oslo miteinberechnet. Von Oslo werden 63.353 der insgesamt 1.098.061 Einwohner zu Lillestrøm gezählt. Weitere Tettsteder, also Ansiedlungen, die für statistische Zwecke als eine städtische Siedlung gewertet werden, sind Blaker mit 471, Hogsetfeltet mit 896, Sørumsand mit 5962, Lørenfallet mit 1173, Lindeberg mit 1252, Frogner mit 1952, Lundermoen mit 1496, Åkrene mit 393, Fjellsrud mit 726, Fetsund-Østersund mit 9616 und Hellerud mit 306 Einwohnern (Stand: 1. Januar 2024).
Die Einwohner der Gemeinde werden Lillestrømling genannt. Lillestrøm hat weder Nynorsk noch Bokmål als offizielle Sprachform, sondern ist in dieser Frage neutral.
| Jahr          | 1986   | 1990   | 1995   | 2000   | 2005   | 2010   | 2015   | 2020   | 2025   |
| ------------- | ------ | ------ | ------ | ------ | ------ | ------ | ------ | ------ | ------ |
| Einwohnerzahl | 50.810 | 53.536 | 55.807 | 60.105 | 64.586 | 73.330 | 80.013 | 85.983 | 95.762 |

## Geschichte

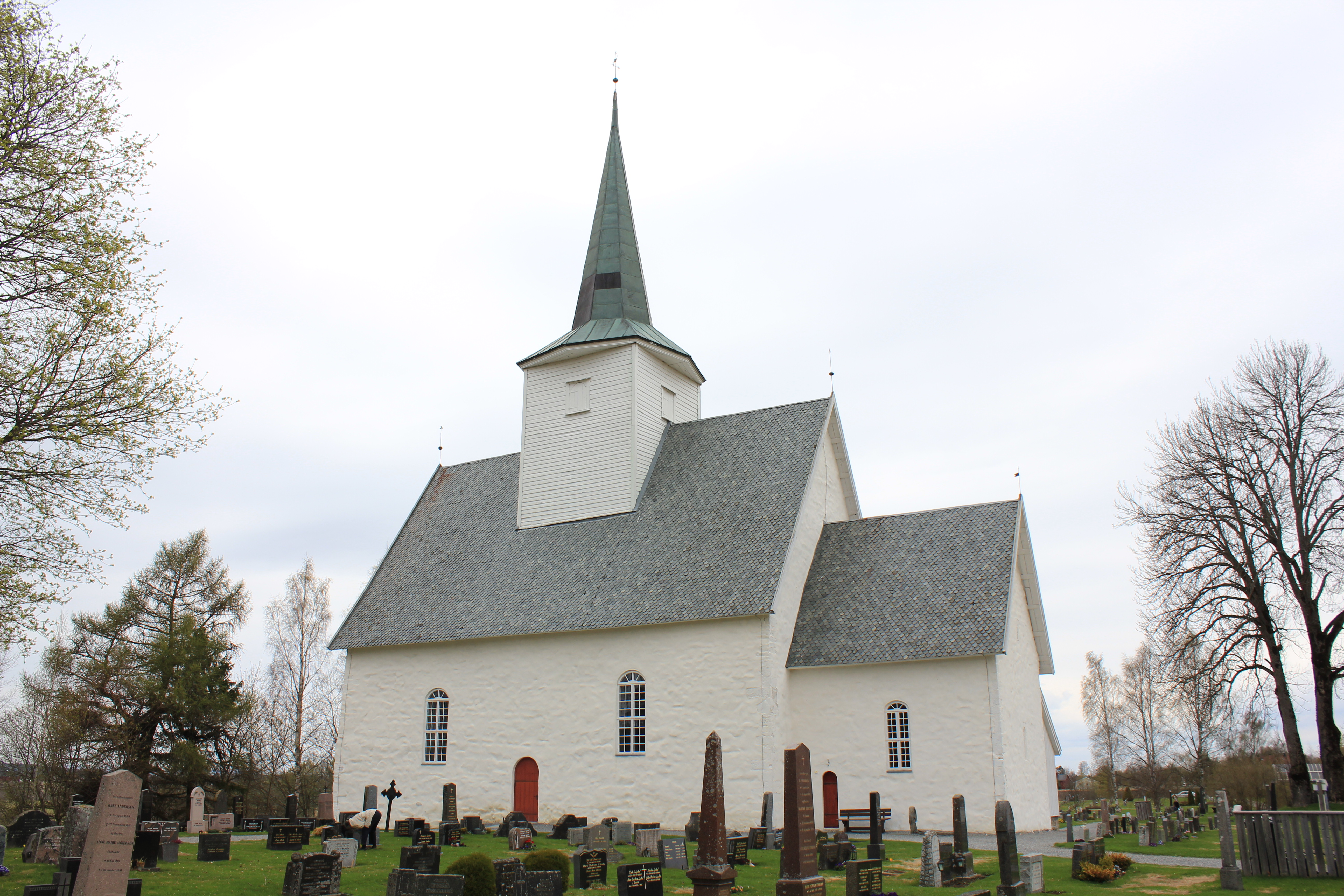
Sørum kirke

Die Kommune Lillestrøm wurde am 1. Januar 2020 im Rahmen der Kommunalreform in Norwegen gegründet. Sie umfasst die ehemaligen Kommunen Skedsmo, Fet und Sørum. Dass der Name der neuen Gemeinde Lillestrøm werden solle, wurde am 19. Dezember 2017 vom norwegischen Kommunal- und Modernisierungsministerium bekanntgegeben. Bis Ende 2023 gehörte Lillestrøm zunächst dem Fylke Viken an.
Die Vorgängerkommunen Skedsmo, Fet und Sørum entstanden im Rahmen der Einführung der lokalen Selbstverwaltung im Jahr 1837. Zum 1. Januar 1908 wurde von Skedsmo die Gemeinde Lørenskog mit 1252 sowie die Lillestrøm mit 4351 Einwohnern abgespalten. Skedsmo verblieb mit 3675 Einwohnern. Von Fet wurde 1929 die Kommune Rælingen mit 1835 Einwohnern abgetrennt. Nach der Aufspaltung hatte Fet 3436 Einwohner. Skedsmo und Lillestrøm wurden zum 1. Januar 1962 wieder fusioniert. Bei der Zusammenlegung hatte Skedsmo 13.107 und Lillestrøm 10.840 Einwohner. Zugleich kam es auch in Sørum zu einer Fusion, wobei Blaker mit 2345 Einwohnern in Sørum mit 4348 Einwohnern eingegliedert wurde. Blaker war im Jahr 1919 mit 2533 Bewohnern aus Aurskog hervorgegangen. Zum 1. Januar 1980 kam es zu kleineren Grenzjustierungen zwischen Skedsmo, Oslo und Lørenskog.
Lillestrøm war im Laufe der Zeit von vielen Überschwemmungen und Erdrutschen betroffen. Im Jahr 1998 wurde in Sørum das älteste je in Norwegen gefundene Boot entdeckt, das sogenannte Sørumbåten. Das elf Meter lange Boot wurde dem Norsk Maritimt Museum übergeben.
In der Kommune befinden sich mehrere Kirchen. Aus dem Jahr 1166 stammt die steinerne Kirche Sørum kirke. Etwa genauso alt ist die Frogner gamle kirke. Auch bei ihr handelt es sich um eine steinerne Kirche. Die Skedsmo kirke ist eine Kirche mit kreuzförmigem Grundriss aus dem Jahr 1180. Von der ursprünglichen Kirche sind heute nur noch einige Grundmauern erhalten. Weitere Kirchen sind unter anderem die Lillestrøm kirke, die Frogner kirke sowie die Blaker kirke.

## Wirtschaft und Infrastruktur

### Verkehr

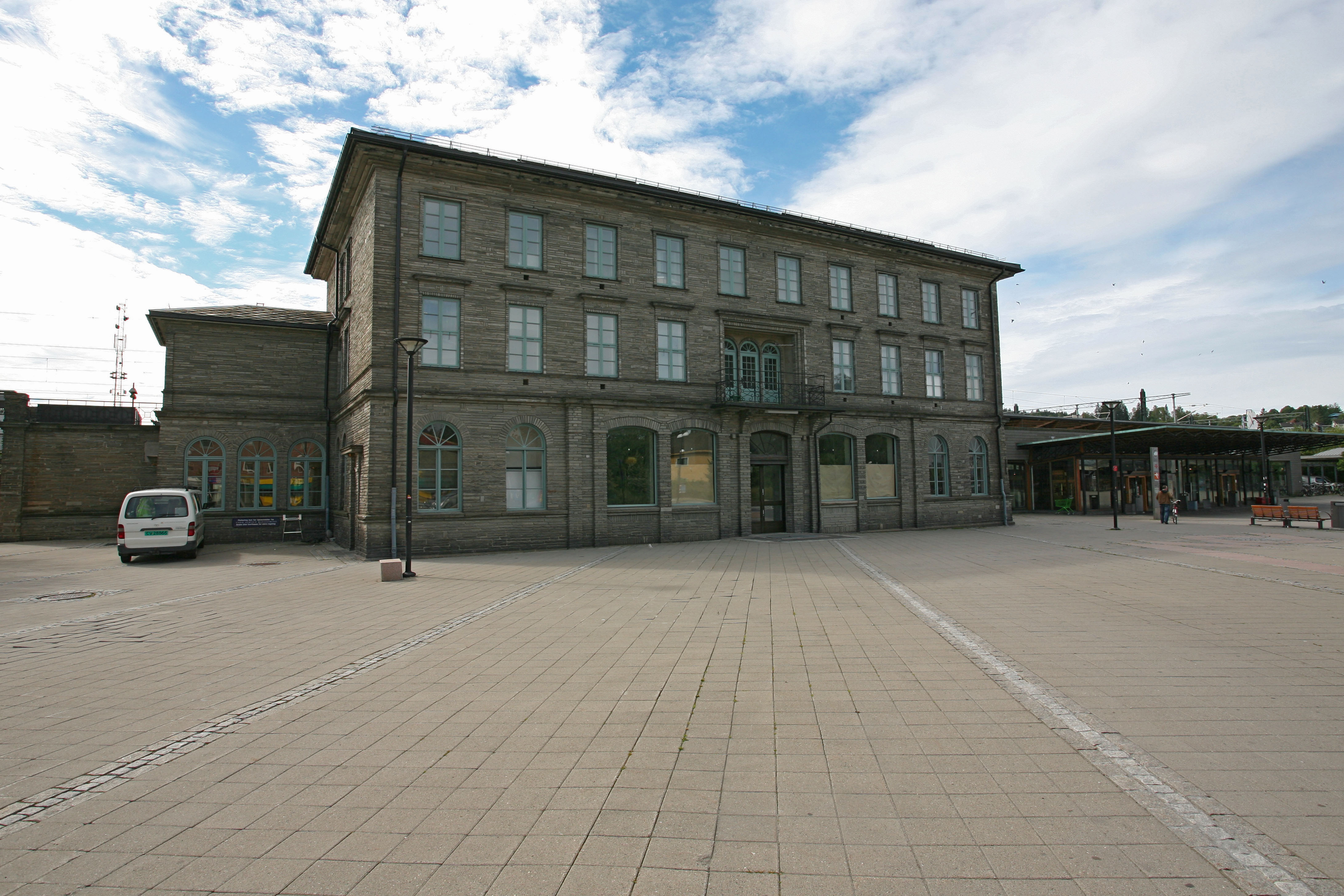
Bahnhof Lillestrøm

Durch die Kommune führt die Europastraße 6 (E6). Sie verläuft Richtung Nordosten nach Ullensaker und stellt damit die Verbindung zum dort gelegenen Flughafen Oslo-Gardermoen her. Richtung Westen führt die E6 in das Zentrum von Oslo. Am Ostufer des Øyeren führt der Riksvei 22 in den Norden Richtung Fetsund, bevor der Riksvei 159 in den Westen abzweigt und der Riksvei 22 schließlich in die E6 mündet.
Der erste Bahnhof in Lillestrøm wurde 1854 eröffnet. Im Jahr 1863 zog der Bahnhof im Zuge des Baus der Bahnstrecke Kongsvingerbanen um. Der Bahnhof liegt auf der Strecke zwischen dem Osloer Hauptbahnhof Oslo S und dem Flughafen Oslo-Gardermoen an den Bahnlinien Gardermobanen und Hovedbanen. Der Bahnhof in Strømmen liegt etwa 18 Schienenkilometer vom Bahnhof Oslo S entfernt. Sie wurde ebenfalls 1854 eröffnet und wird von Zügen der Bahnlinie Hovedbanen angefahren.

### Wirtschaft
Strømmen sowie die Stadt Lillestrøm waren früher wichtig Industriestandorte. In Strømmen wurden unter anderem Eisenbahnwagons, Autos, Busse und Schiffsteile produziert. Auch in der heutigen Kommune Lillestrøm sind Strømmen und Lillestrøm sowie Kjeller die bedeutendsten Industriestandorte. In Kjeller sind zudem einige staatliche Forschungsinstitute angesiedelt. Bei Lillestrøm befindet sich mit Nova Spektrum das größte Messezentrum Norwegens. Der Anteil der in der Landwirtschaft arbeitenden Einwohner ist gering, vor allem in der früheren Kommune Skedsmo ist die Landwirtschaft allerdings von Bedeutung. Ein hoher Prozentsatz der Bevölkerung pendelt zu einem Arbeitsplatz außerhalb der Kommune. Im Jahr 2021 arbeiteten von rund 47.000 Arbeitstätigen nur rund 17.100 in Lillestrøm selbst, über 17.400 pendelten in die Kommune Oslo. Es folgten Lørenskog mit etwa 4000 und Bærum und Ullensaker mit jeweils über 1000 Pendlern. Zugleich pendelten auch viele Personen aus den umliegenden Kommunen nach Lillestrøm. Insgesamt gab es im Jahr 2021 in Lillestrøm etwa 42.000 Arbeitsplätze.

## Name und Wappen
Auf dem Wappen der Kommune sind drei silberfarbene Einbäume abgebildet. Es soll an das Sørumbåten erinnern. Das Boot ist etwa 2200 Jahre alt und wurde in den 1990er-Jahren in Sørum entdeckt. Zudem dient das Wappen dazu, um das Leben auf dem Fluss darzustellen, da für alle drei der ehemaligen Kommunen die Wirtschaft am Fluss wichtig war. Der Name Lillestrøm leitet sich von einem früheren Hof namens „Lille Strøm“ in der ehemaligen Kommune Fet ab. Dessen Name wurde später für den Ort verwendet, der zur Stadt Lillestrøm heranwuchs.

## Persönlichkeiten
- Andreas Bloch (1860–1917), Maler und Illustrator der Düsseldorfer Schule
- Adolf Hoel (1879–1964), Geologe und Polarforscher
- Hans Borgen (1908–1983), Landwirt und Politiker
- Trygve Haavelmo (1911–1999), Ökonom und Nobelpreisträger
- Birger Leirud (1924–1999), Hochspringer
- Tore Austad (1935–2025), Politiker
- Solveig Sollie (* 1939), Politikerin
- Jan Stenerud (* 1942), American-Football-Spieler
- Sidsel Ryen (* 1943), Schauspielerin und Sängerin
- Kay Arne Stenshjemmet (* 1953), Eisschnellläufer
- Pål Thowsen (* 1955), Jazz-Schlagzeuger
- Erik Solér (* 1960), Fußballspieler
- Kristin Rosendal (* 1962), Politikwissenschaftlerin und Professorin am Fridtjof Nansen Institut
- Trond Fausa Aurvåg (* 1972), Schauspieler
- Jon Knudsen (* 1974), Fußballspieler
- Lise Myhre (* 1975), Comiczeichnerin
- Marit Berger Røsland (* 1978), Politikerin
- Thomas Skoglund (* 1983), Handballspieler
- Edris Hijrat (* 1990), afghanisch-norwegischer Fußballspieler
- Fredrik Gulbrandsen (* 1992), Fußballspieler
- Marius Lindvik (* 1998), Skispringer
- Celin Bizet Ildhusøy (* 2001), norwegisch-kubanische Fußballspielerin